# Kű Lajos
Kű Lajos (Székesfehérvár, 1948. július 5. –) olimpiai ezüstérmes magyar labdarúgó.

## Pályafutása

### Klubcsapatban
1962-ben kezdődött pályafutásának első állomása a székesfehérvári VT Vasas csapata volt. Nevelőedzője Gantner János. 1968-ban a már Videotonnak hívott csapatban mutatkozott be az élvonalban. 1968 és 1974 között az FTC színeiben játszott – ahol UEFA-kupa elődöntőben is szerepelt, 4 bajnoki ezüstérmet és 2 MNK győzelmet szerzett. A gyakori formahanyatlást eredményező sportszerűtlen életmódja miatt a Ferencvárosnál lemondtak róla és a Vasashoz kényszerült igazolni. Itt is csak egy idény tölt el és 125 élvonalbeli mérkőzés után a másodosztályú Volán SC-hez igazolt.
1977-ben elhagyta az országot. Szabadkán keresztül Olaszországba szökött. A Nemzetközi Labdarúgó-szövetség egy esztendőre eltiltotta a labdarúgástól. 1978-ban Belgiumban tűnt fel újra, az FC Bruges csapatában. Ugyanebben az évben BEK-döntőt játszott, ahol kikaptak a Liverpooltól. 1980-ban belga bajnok lett a csapattal. 1980–1981-ben egy idényt az Egyesült Államokban töltött. Majd honvágya visszahozta a magyar határ közelébe az ausztriai Kismartonba, ahol Pusztai László is a csapattársa lett. 1984-ben a burgenlandi bajnokság, FC Mönchof csapatában fejezte be az aktív labdarúgást.

2018-ban, a Duna Palotában egy futball-mérkőzésről mesél (Tóth Csilla Ilona fényképfelvétele)

### A válogatottban
1972-ben 8 alkalommal szerepelt a válogatottban és 1 gólt szerzett illetve háromszor játszott az olimpiai válogatottban. A müncheni olimpia ezüstérmese, majd a belgiumi labdarúgó-Európa-bajnokság negyedik helyezettje, ahol a magyar csapat egyedüli gólját ő szerezte meg (11-esből).

## Közélet
1984-től újra Belgiumban él és állampolgárságot kapott. Egy export-import céget vezet, vállalkozó, a mai napig ezzel foglalkozik. 1997-ben hazaköltözött, majd 1998-ban indult a választásokon a Független Kisgazdapárt színeiben. A Magyarok Világszövetségének munkatársa volt 2000 őszétől. Az Aranycsapat Alapítvány elnöke.
2004-ben egy új kezdeményezést indított el, az Aranycsapat Alapítvány elnökeként meghirdette a Kárpát-medence diáksportjának felemeléséért indított mozgalmat.

## Díjai, elismerései
- Fejér Megye Díszpolgára (2009)[3]
- Pro Civitate-díj Székesfehérvár (2017)[4]
- Prima primissima díj (2011)
- Magyar Örökség díj (2015)
- Magyar Fiatalokért díj (2014)
- Március 15-e Díj (2007)

## Sikerei, díjai
- Magyar Örökség díj (2015)

 Magyarország
- Európa-bajnokság
  - 4.: 1972
- Olimpiai játékok
  - ezüstérmes: 1972, München

 Ferencváros
- Magyar bajnokság
  - ezüstérmes: 1970 tavasz, 1971, 1973, 1974
- Magyar Népköztársasági-kupa
  - győztes: 1972, 1974
- UEFA-kupa
  - elődöntős: 1971–72

 Brugge
- Belga bajnokság
  - bajnokság: 1979–80
- Bajnokcsapatok Európa-kupája (BEK)
  - döntős: 1977–78

## Statisztika

### Mérkőzései a válogatottban
| Magyarország | Magyarország         | Magyarország                      | Magyarország  | Magyarország | Magyarország | Magyarország        | Magyarország | Magyarország   |
| #            | Dátum                | Helyszín                          | Hazai         | Eredmény     | Vendég       | Kiírás              | Gólok        | Esemény        |
| ------------ | -------------------- | --------------------------------- | ------------- | ------------ | ------------ | ------------------- | ------------ | -------------- |
| 1.           | 1972. május 14.      | Bukarest                          | Románia       | 2 – 2        | Magyarország | Eb-selejtező        | -            | 66'            |
| 2.           | 1972. május 17.      | Belgrád, JNA stadion (YUG)        | Magyarország  | 2 – 1        | Románia      | Eb-selejtező        | -            |                |
| 3.           | 1972. május 25.      | Stockholm, Råsunda Stadion        | Svédország    | 0 – 0        | Magyarország | vb-selejtező        | -            |                |
| 4.           | 1972. június 14.     | Brüsszel, Heysel Stadion (BEL)    | Szovjetunió   | 1 – 0        | Magyarország | Eb-elődöntő         | -            |                |
| 5.           | 1972. június 17.     | Liège, Stade Maurice Dufrasne     | Belgium       | 2 – 1        | Magyarország | Eb 3. helyért       | 1            | 52' (11-esből) |
|              | 1972. augusztus 29.  | München, Olimpiai Stadion (FRG)   | Magyarország  | 2 – 2        | Brazília     | olimpiai csoportkör | -            | 67'            |
| 6.           | 1972. augusztus 31.  | Augsburg, Rosenaustadion (FRG)    | Dánia         | 0 – 2        | Magyarország | olimpiai csoportkör | -            | 46'            |
| 7.           | 1972. szeptember 3.  | Passau, Drei-Flüsse Stadion (FRG) | Magyarország  | 2 – 0        | NDK          | olimpiai középdöntő | -            | 75'            |
|              | 1972. szeptember 6.  | München, Olimpia Stadion          | NSZK          | 1 – 4        | Magyarország | olimpiai középdöntő | -            | 75' 87'        |
|              | 1972. szeptember 8.  | Regensburg (FRG)                  | Magyarország  | 2 – 0        | Mexikó       | olimpiai középdöntő | -            |                |
| 8.           | 1972. szeptember 10. | München, Olimpia Stadion (FRG)    | Lengyelország | 2 – 1        | Magyarország | olimpiai döntő      | -            | 73'            |
|              | Összesen             |                                   |               | 8            | mérkőzés     |                     | 1            | gól            |

## Kötetei
- Kűkeményen. Kű Lajossal beszélget Ballai Attila; Kairosz, Bp., 2012 (Magyarnak lenni)